# Santiago Alonso Cordero
Santiago Alonso Cordero (Santiago Millas, León; 10 de marzo de 1793 – Madrid, 23 de octubre de 1865) fue un ilustre personaje en su época, propietario de la Casa del Maragato (Casa Cordero) ubicada en la Puerta del Sol. Personaje que tuvo cierta relevancia política dentro de los liberales ejerciendo como diputado en Cortes por Astorga (en el periodo 1846 - 1856), siendo además una persona de gran fortuna gracias al negocio del transporte de mercancías a la capital. En pleno siglo XIX resultaba ser un personaje pintoresco por vestir siempre con trajes maragatos. Su influencia le llevó a ser presidente de la Diputación de Madrid. Murió de cólera en una epidemia que azotaba Madrid a mediados del siglo XIX.

## Biografía

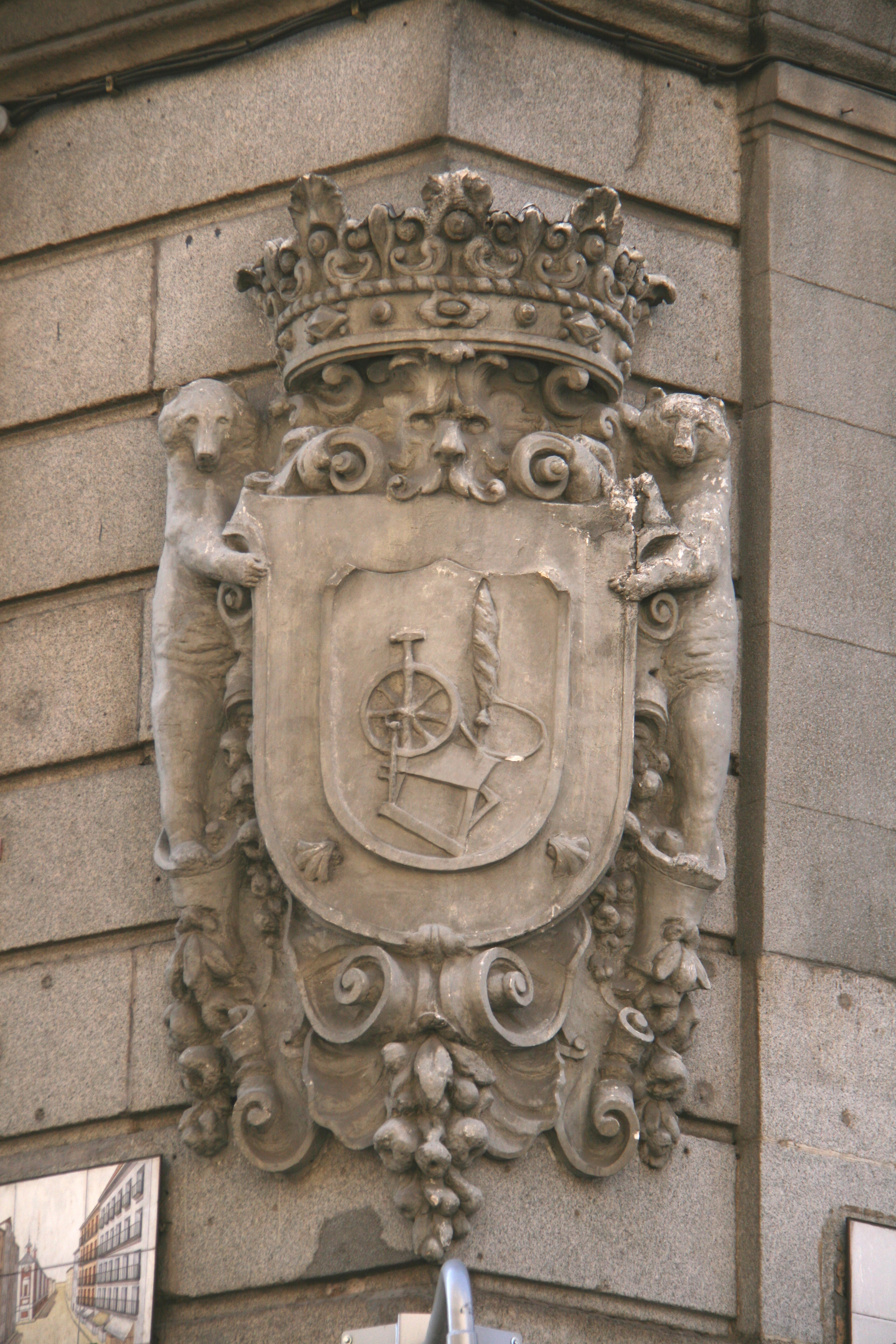
Armas de la Casa Cordero en la esquina de Esparteros con la calle Mayor de Madrid.

Santiago nació en Santiago Millas (León). Sus primeros estudios los hizo en Monforte de Lemos ingresando después en el seminario de los nobles de Cantabria. En esta época adquirió fama por proteger a numerosos personajes que huían de las persecuciones realizadas por el denominado Rey deseado. Su reputación se acrecentó cuando en el periodo que va desde 1820 a 1821 siendo elegido comandante de un batallón de la milicia nacional, lo cual le expuso a perder la vida a manos del guerrillero realista López. Tras ello será diputado a Cortes desde 1836, siendo designado para senador por el pueblo de Madrid. Hizo dinero en su participación en líneas de diligencias. En las décadas de 1830 a 1860 se hace una gran fortuna invirtiendo en los nuevos medios de transporte que aparecen en Madrid. Siendo concejal del Ayuntamiento de Madrid en 1841, Cordero adquirió la totalidad del solar de la Puerta del Sol en pública subasta, y tras la ayuda que le proporcionó el haber logrado el premio de la Lotería Nacional finalmente en el año 1862 concluye la que será Casa Cordero. 
Su afán en la Diputación de Madrid hizo que no abandonara Madrid en una epidemia de cólera que le alcanzaría finalmente causándole la muerte. Para honra de Cordero, se acordó en la diputación provincial de Madrid colocar el busto de aquel en el salón de sesiones.
Fue socio capitalista de la Sociedad Palentino-Leonesa de Minas, que construyó el primer alto horno de España en 1847.

## Anecdotario

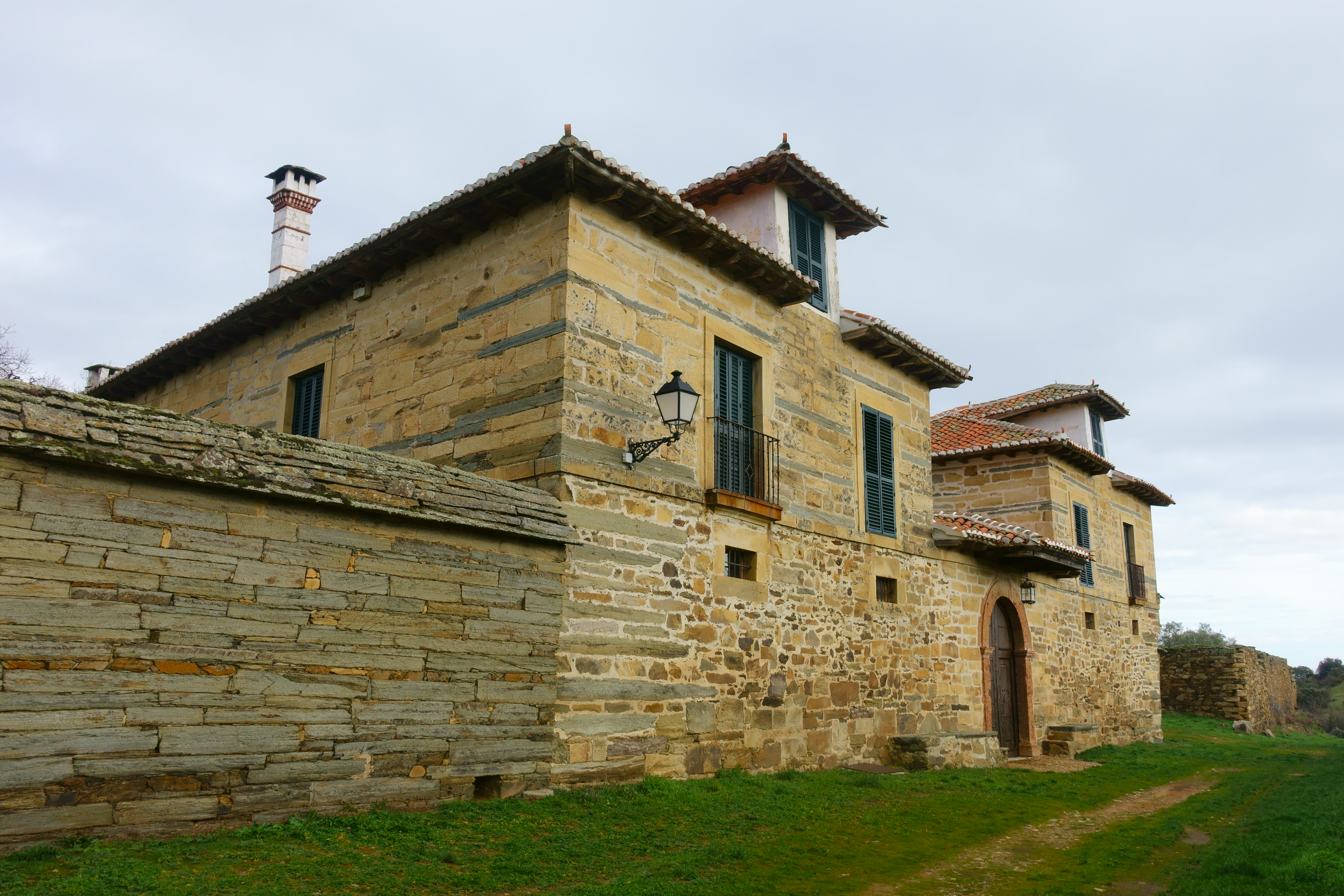
Casa de Santiago Alonso Cordero en Santiago Millas.

- Su vida fue interesante como para ser incluida en algunas de las novelas de Benito Pérez Galdos.
- Fue uno de los primeros ganadores de la Lotería Nacional y el Estado al no prever el gasto del premio le cedió la Casa que recibió su nombre.
- Invitando a la Reina a su Casa de la Puerta del Sol ofreció a su Majestad alfombrar el suelo con monedas de oro, algo que la reina Isabel II rechazó ya que al poseer tales monedas su rostro no podía pisarlas. A este contratiempo Cordero respondió que las pondría de canto.